# Jerryd Bayless
Jerryd Andrew Bayless (Phoenix, 20 agosto 1988) è un ex cestista statunitense, professionista nella NBA.

## Caratteristiche tecniche
Di ruolo playmaker, è dotato di buona agilità, velocità e capacità di un buon range di tiro che gli consente di essere pericoloso sia al tiro da 2 che da 3 punti.

## Carriera

### NCAA
Ha frequentato la St. Mary's High School a Phoenix, per poi passare alla University of Arizona, dove giocò nella squadra dell'università: gli Arizona Wildcats.

### NBA (2008-2019)

#### Portland Trail Blazers (2008-2010)
Bayless venne selezionato come 11ª scelta assoluta nel Draft NBA 2008 dagli Indiana Pacers, e subito ceduto con il compagno Ike Diogu ai Portland Trail Blazers, in cambio di Brandon Rush (la 13ª scelta dello stesso Draft), Jarrett Jack e Josh McRoberts. Arrivato a Portland Bayless mostrò tutto il suo talento nella NBA Summer League del 2008, dove segnò una media di 29,8 punti a partita, che gli valsero il premio di miglior giocatore del torneo.
Con la canotta dei Trail Blazers ha giocato 127 partite, segnando il suo career-high di punti in una partita, 31, contro i San Antonio Spurs, il 23 dicembre 2009.

#### New Orleans Hornets (2010)
Bayless venne mandato ai New Orleans Hornets il 23 ottobre 2010 in cambio di una futura prima scelta al Draft, e vi rimase fino al novembre dello stesso anno, quando venne nuovamente ceduto, questa volta ai Toronto Raptors.

#### Toronto Raptors (2010-2012)
Il 20 novembre 2010 Bayless venne ceduto dai New Orleans Hornets ai Toronto Raptors, in uno scambio che coinvolse anche assieme lui anche Predrag Stojaković, ai Toronto Raptors, in cambio di Jarrett Jack, Marcus Banks, e David Andersen. Al suo debutto in12 maglia Raptors fece subito bella figura, mettendo a referto 13 punti, 2 rimbalzi e 2 assist.
L'11 dicembre 2010 pareggiò il suo career-high di 31 punti nella partita vinta contro i Detroit Pistons, aggiungendovi 5 rimbalzi e 7 assist.

#### Memphis Grizzlies (2012-2014)
Nel luglio del 2012 diventò un giocatore dei Memphis Grizzlies, sostituendo così il partente O.J. Mayo, che firmò per i Dallas Mavericks.

#### Boston Celtics (2014)
Il 7 gennaio 2014 venne completata una trade a tre squadre tra i Memphis Grizzlies, i Boston Celtics e gli Oklahoma City Thunder. Memphis mandò Bayless a Boston e ha concesso una seconda scelta nel 2014 e 2017 ad Oklahoma City, in cambio di una seconda scelta al draft 2016 e Courtney Lee dai Celtics. Come parte della transazione, Ryan Gomes è stato inviato dai Thunder ai Celtics, dove poi è stato svincolato.

#### Milwaukee Bucks (2014-2016)
Il 1º agosto 2014 firmò con i Milwaukee Bucks.

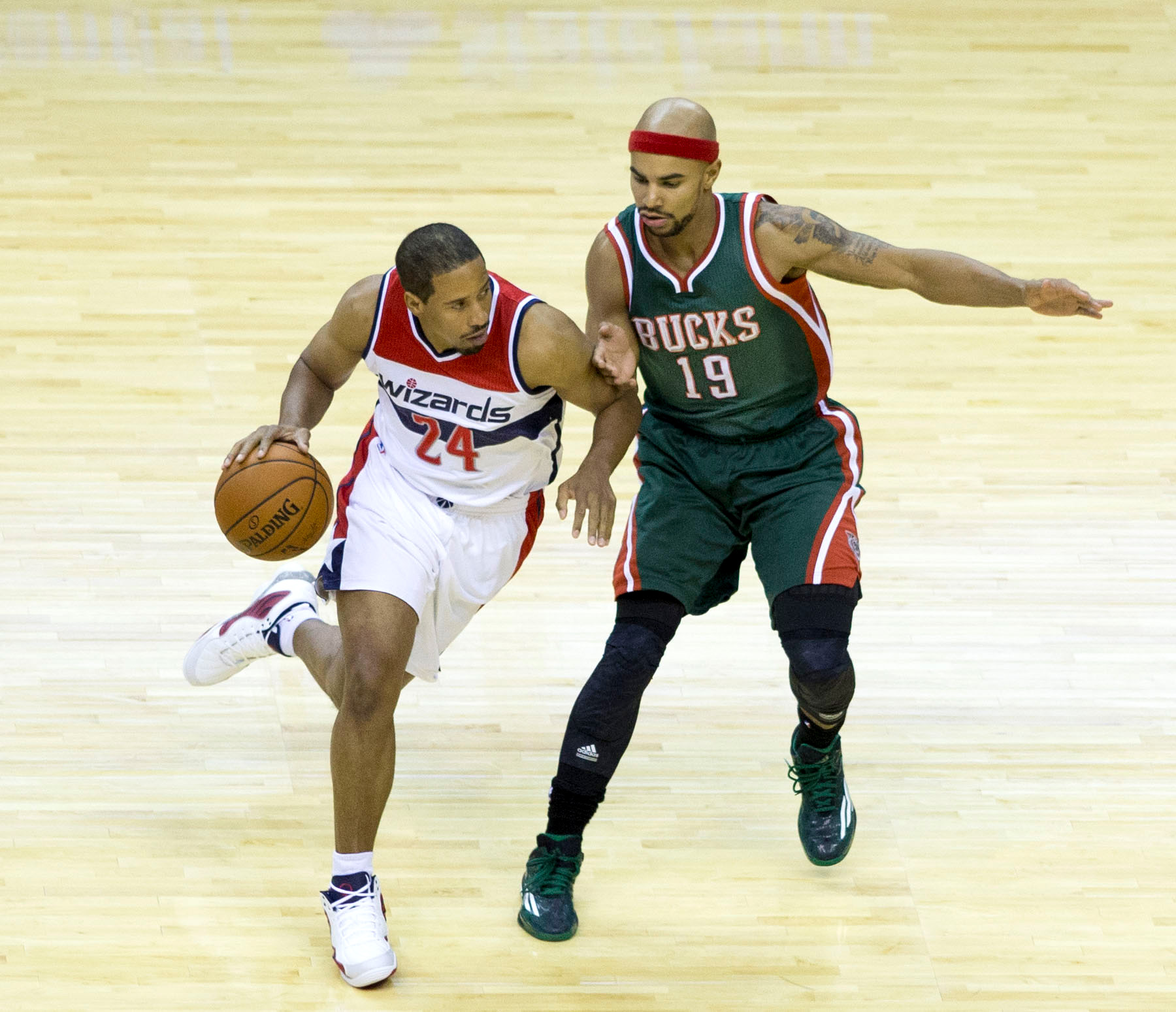
Bayless a Milwaukee in marcatura su Andre Miller

#### Philadelphia 76ers (2016-2018)
Il 14 luglio 2016 firmò con i Philadelphia 76ers. La sua esperienza a Philadelphia è stata condizionata da molti infortuni, terminando la prima stagione dopo sole 3 partite giocate il 15 dicembre 2016 (con comunque 11 punti segnati di media).
La stagione successiva giocò più partite (39) ma venne nuovamente condizionato dagli infortuni, tanto che a febbraio giocò la sua ultima partita.

#### Minnesota Timberwolves (2018-2019)
Dopo indiscrezioni che lo vedevano andare ai Cleveland Cavaliers in cambio di Kyle Korver, il 10 novembre 2018 venne ceduto insieme a Dario Šarić, Robert Covington e una futura seconda scelta al Draft NBA 2022 ai Philadelphia 76ers in cambio dell'All-Star Jimmy Butler e Justin Patton. Con i lupi tornò in campo il 21 dicembre contro i San Antonio Spurs dopo 10 mesi di assenza. A fine anno non rinnovò il suo contratto e rimase free agent.

### Cina (2019)
Il 15 agosto 2019 si trasferì ai Sichuan Blue Whales in Cina.

## Palmarès
- McDonald's All-American Game (2007)

## Statistiche

### NCAA
| Anno      | Squadra          | PG | PT | MP   | TC%  | 3P%  | TL%  | RP  | AP  | PRP | SP  | PP   |
| --------- | ---------------- | -- | -- | ---- | ---- | ---- | ---- | --- | --- | --- | --- | ---- |
| 2007-2008 | Arizona Wildcats | 30 | 30 | 35,7 | 45,8 | 40,7 | 83,9 | 2,7 | 4,0 | 1,0 | 0,1 | 19,7 |

#### Massimi in carriera
- Massimo di punti: 39 vs Arizona State (10 febbraio 2008)[14]
- Massimo di rimbalzi: 9 vs Missouri-Kansas City (19 novembre 2007)
- Massimo di assist: 9 (2 volte)
- Massimo di palle rubate: 3 (2 volte)
- Massimo di stoppate: 1 (3 volte)
- Massimo di minuti giocati: 41 vs Illinois-Urbana-Champaign (8 dicembre 2007)

### NBA

#### Regular Season
| Anno      | Squadra             | PG  | PT | MP   | TC%  | 3P%  | TL%  | RP  | AP  | PRP | SP  | PP   |
| --------- | ------------------- | --- | -- | ---- | ---- | ---- | ---- | --- | --- | --- | --- | ---- |
| 2008-2009 | Portland T. Blazers | 53  | 0  | 12,4 | 36,5 | 25,9 | 80,6 | 1,1 | 1,5 | 0,3 | 0,0 | 4,3  |
| 2009-2010 | Portland T. Blazers | 74  | 11 | 17,6 | 41,4 | 31,5 | 83,1 | 1,6 | 2,3 | 0,4 | 0,1 | 8,5  |
| 2010-2011 | N.O. Hornets        | 11  | 0  | 13,5 | 34,7 | 21,4 | 76,5 | 1,4 | 2,5 | 0,2 | 0,1 | 4,5  |
| 2010-2011 | Toronto Raptors     | 60  | 14 | 22,4 | 42,9 | 34,8 | 81,0 | 2,5 | 4,0 | 0,6 | 0,1 | 10,0 |
| 2011-2012 | Toronto Raptors     | 31  | 11 | 22,7 | 42,4 | 42,3 | 85,2 | 2,1 | 3,8 | 0,8 | 0,1 | 11,4 |
| 2012-2013 | Memphis Grizzlies   | 80  | 4  | 22,1 | 41,9 | 35,3 | 83,6 | 2,2 | 3,3 | 0,7 | 0,2 | 8,7  |
| 2013-2014 | Memphis Grizzlies   | 31  | 5  | 21,0 | 37,7 | 30,1 | 78,9 | 1,9 | 2,1 | 0,6 | 0,2 | 8,1  |
| 2013-2014 | Boston Celtics      | 41  | 14 | 25,3 | 41,8 | 39,5 | 80,3 | 2,1 | 3,1 | 1,0 | 0,1 | 10,1 |
| 2014-2015 | Milwaukee Bucks     | 77  | 4  | 22,3 | 42,6 | 30,8 | 88,3 | 2,7 | 3,0 | 0,8 | 0,2 | 7,8  |
| 2015-2016 | Milwaukee Bucks     | 52  | 18 | 28,9 | 42,3 | 43,7 | 77,8 | 2,7 | 3,1 | 0,9 | 0,2 | 10,4 |
| 2016-2017 | Philadelphia 76ers  | 3   | 1  | 23,7 | 34,4 | 40,0 | 90,0 | 4,0 | 4,3 | 0,0 | 0,0 | 11,0 |
| 2017-2018 | Philadelphia 76ers  | 39  | 11 | 23,7 | 41,6 | 37,0 | 79,5 | 2,1 | 1,4 | 0,6 | 0,2 | 7,9  |
| 2018-2019 | Minnesota T'wolves  | 34  | 6  | 19,3 | 35,7 | 29,6 | 57,1 | 1,8 | 3,5 | 0,5 | 0,1 | 6,1  |
| Carriera  | Carriera            | 586 | 99 | 21,4 | 41,1 | 36,1 | 81,8 | 2,1 | 2,9 | 0,6 | 0,1 | 8,4  |

#### Play-off
| Anno     | Squadra             | PG | PT | MP   | TC%  | 3P%  | TL%  | RP  | AP  | PRP | SP  | PP   |
| -------- | ------------------- | -- | -- | ---- | ---- | ---- | ---- | --- | --- | --- | --- | ---- |
| 2009     | Portland T. Blazers | 2  | 0  | 5,5  | 33,3 | 0,0  | 66,7 | 0,5 | 0,0 | 0,0 | 0,5 | 3,0  |
| 2010     | Portland T. Blazers | 6  | 2  | 27,7 | 43,1 | 40,0 | 79,2 | 2,7 | 3,8 | 0,3 | 0,0 | 13,5 |
| 2013     | Memphis Grizzlies   | 15 | 0  | 21,3 | 35,8 | 30,5 | 88,5 | 2,0 | 2,1 | 0,5 | 0,3 | 9,3  |
| 2015     | Milwaukee Bucks     | 6  | 0  | 20,0 | 34,3 | 28,6 | 76,5 | 2,5 | 3,0 | 0,3 | 0,3 | 6,5  |
| 2018     | Philadelphia 76ers  | 1  | 0  | 2,0  | -    | -    | -    | 0,0 | 0,0 | 0,0 | 0,0 | 0,0  |
| Carriera | Carriera            | 30 | 2  | 20,6 | 37,4 | 31,7 | 81,4 | 2,1 | 2,5 | 0,4 | 0,3 | 8,8  |

#### Massimi in carriera
- Massimo di punti: 31 (2 volte)[15]
- Massimo di rimbalzi: 8 (5 volte)
- Massimo di assist: 12 vs Memphis Grizzlies (30 gennaio 2019)
- Massimo di palle rubate: 4 (5 volte)
- Massimo di stoppate: 3 vs New Orleans Hornets (17 novembre 2012)
- Massimo di minuti giocati: 47 vs Brooklyn Nets (2 novembre 2015)